# هيلسبورووغ (كاليفورنيا)
هيلسبورووغ (بالإنجليزية: Hillsborough)‏ هي إحدى مدن مقاطعة سان ماتيو، كاليفورنيا. تم إعطاءها لقب مدينة في 5 مايو، 1910.

## أعلام
- ويليام لانغدون
- ناثانيل كروسبي
- بوب ايفانز
- ستيوارت إدوارد وايت
- مايكل تي غوتليب